# Lijst van gemeenten in het departement Charente-Maritime

Gemeenten in Charente-Maritime

Hieronder volgt een lijst van de 472 gemeenten (communes) in het Franse departement Charente-Maritime (departement 17).

## A
Agudelle
- Aigrefeuille-d'Aunis
- Île-d'Aix
- Allas-Bocage
- Allas-Champagne
- Anais
- Andilly
- Angliers
- Angoulins
- Annepont
- Annezay
- Antezant-la-Chapelle
- Arces
- Archiac
- Archingeay
- Ardillières
- Ars-en-Ré
- Arthenac
- Arvert
- Asnières-la-Giraud
- Aujac
- Aulnay
- Aumagne
- Authon-Ébéon
- Avy
- Aytré

## B
Bagnizeau
- Balanzac
- Ballans
- Ballon
- La Barde
- Barzan
- Bazauges
- Beaugeay
- Beauvais-sur-Matha
- Bedenac
- Belluire
- La Benâte
- Benon
- Bercloux
- Bernay-Saint-Martin
- Berneuil
- Beurlay
- Bignay
- Biron
- Blanzac-lès-Matha
- Blanzay-sur-Boutonne
- Bois
- Le Bois-Plage-en-Ré
- Boisredon
- Bords
- Boresse-et-Martron
- Boscamnant
- Bougneau
- Bouhet
- Bourcefranc-le-Chapus
- Bourgneuf
- Boutenac-Touvent
- Bran
- La Brée-les-Bains
- Bresdon
- Breuil-la-Réorte
- Breuillet
- Breuil-Magné
- Brie-sous-Archiac
- Brie-sous-Matha
- Brie-sous-Mortagne
- Brives-sur-Charente
- Brizambourg
- La Brousse
- Burie
- Bussac-sur-Charente
- Bussac-Forêt

## C
Cabariot
- Celles
- Cercoux
- Chadenac
- Chaillevette
- Chambon
- Chamouillac
- Champagnac
- Champagne
- Champagnolles
- Champdolent
- Chaniers
- Chantemerle-sur-la-Soie
- La Chapelle-des-Pots
- Charron
- Chartuzac
- Le Château-d'Oléron
- Châtelaillon-Plage
- Chatenet
- Chaunac
- Le Chay
- Chenac-Saint-Seurin-d'Uzet
- Chepniers
- Chérac
- Cherbonnières
- Chermignac
- Chervettes
- Chevanceaux
- Chives
- Cierzac
- Ciré-d'Aunis
- Clam
- Clavette
- Clérac
- Clion
- La Clisse
- La Clotte
- Coivert
- Colombiers
- Consac
- Contré
- Corignac
- Corme-Écluse
- Corme-Royal
- La Couarde-sur-Mer
- Coulonges
- Courant
- Courcelles
- Courcerac
- Courçon
- Courcoury
- Courpignac
- Coux
- Cozes
- Cramchaban
- Cravans
- Crazannes
- Cressé
- Croix-Chapeau
- La Croix-Comtesse

## D
Dampierre-sur-Boutonne
- Dœuil-sur-le-Mignon
- Dolus-d'Oléron
- Dompierre-sur-Charente
- Dompierre-sur-Mer
- Le Douhet

## E
Échebrune
- Échillais
- Écoyeux
- Écurat
- Les Éduts
- Les Églises-d'Argenteuil
- L'Éguille
- Épargnes
- Esnandes
- Les Essards
- Étaules
- Expiremont

## F
Fenioux
- Ferrières
- Fléac-sur-Seugne
- Floirac
- La Flotte
- Fontaine-Chalendray
- Fontaines-d'Ozillac
- Fontcouverte
- Fontenet
- Forges
- Le Fouilloux
- Fouras
- La Frédière

## G
Geay
- Gémozac
- La Genétouze
- Genouillé
- Germignac
- Gibourne
- Le Gicq
- Givrezac
- Les Gonds
- Gourvillette
- Le Grand-Village-Plage
- Grandjean
- La Grève-sur-Mignon
- Grézac
- La Gripperie-Saint-Symphorien
- Le Gua
- Le Gué-d'Alleré
- Guitinières

## H
Haimps
- Hiers-Brouage
- L'Houmeau

## J
La Jard
- Jarnac-Champagne
- La Jarne
- La Jarrie
- La Jarrie-Audouin
- Jazennes
- Jonzac
- Juicq
- Jussas

## L
Lagord
- La Laigne
- Landes
- Landrais
- Léoville
- Les Touches-de-Périgny
- Loire-les-Marais
- Loiré-sur-Nie
- Loix
- Longèves
- Lonzac
- Lorignac
- Loulay
- Louzignac
- Lozay
- Luchat
- Lussac
- Lussant

## M
Macqueville
- Marans
- Marennes
- Marignac
- Marsais
- Marsilly
- Massac
- Matha
- Les Mathes
- Mazeray
- Mazerolles
- Médis
- Mérignac
- Meschers-sur-Gironde
- Messac
- Meursac
- Meux
- Migré
- Migron
- Mirambeau
- Moëze
- Moings
- Mons
- Montendre
- Montguyon
- Montils
- Montlieu-la-Garde
- Montpellier-de-Médillan
- Montroy
- Moragne
- Mornac-sur-Seudre
- Mortagne-sur-Gironde
- Mortiers
- Mosnac
- Le Mung
- Muron

## N
Nachamps
- Nancras
- Nantillé
- Néré
- Neuillac
- Neulles
- Neuvicq
- Neuvicq-le-Château
- Nieul-lès-Saintes
- Nieul-le-Virouil
- Nieul-sur-Mer
- Nieulle-sur-Seudre
- Les Nouillers
- Nuaillé-d'Aunis
- Nuaillé-sur-Boutonne

## O
Orignolles
- Ozillac

## P
Paillé
- Péré
- Pérignac
- Périgny
- Pessines
- Le Pin
- Saint-Denis-du-Pin
- Pisany
- Plassac
- Plassay
- Polignac
- Pommiers-Moulons
- Pons
- Pont-l'Abbé-d'Arnoult
- Port-d'Envaux
- Port-des-Barques
- Les Portes-en-Ré
- Pouillac
- Poursay-Garnaud
- Préguillac
- Prignac
- Puilboreau
- Puy-du-Lac
- Puyravault
- Puyrolland

## R
Réaux
- Rétaud
- Rivedoux-Plage
- Rioux
- Rochefort
- La Rochelle
- Romazières
- Romegoux
- La Ronde
- Rouffiac
- Rouffignac
- Royan

## S
Sablonceaux
- Saint-Agnant
- Saint-Aigulin
- Saint-André-de-Lidon
- Saint-Augustin
- Saint-Bonnet-sur-Gironde
- Saint-Bris-des-Bois
- Saint-Césaire
- Saint-Christophe
- Saint-Ciers-Champagne
- Saint-Ciers-du-Taillon
- Saint-Clément-des-Baleines
- Sainte-Colombe
- Saint-Coutant-le-Grand
- Saint-Crépin
- Saint-Cyr-du-Doret
- Saint-Denis-d'Oléron
- Saint-Dizant-du-Bois
- Saint-Dizant-du-Gua
- Saint-Eugène
- Saint-Félix
- Saint-Fort-sur-Gironde
- Saint-Froult
- Sainte-Gemme
- Saint-Genis-de-Saintonge
- Saint-Georges-Antignac
- Saint-Georges-de-Didonne
- Saint-Georges-de-Longuepierre
- Saint-Georges-des-Agoûts
- Saint-Georges-des-Coteaux
- Saint-Georges-d'Oléron
- Saint-Georges-du-Bois
- Saint-Germain-de-Lusignan
- Saint-Germain-de-Marencennes
- Saint-Germain-de-Vibrac
- Saint-Germain-du-Seudre
- Saint-Grégoire-d'Ardennes
- Saint-Hilaire-de-Villefranche
- Saint-Hilaire-du-Bois
- Saint-Hippolyte
- Saint-Jean-d'Angély
- Saint-Jean-d'Angle
- Saint-Jean-de-Liversay
- Saint-Julien-de-l'Escap
- Saint-Just-Luzac
- Saint-Laurent-de-la-Barrière
- Saint-Laurent-de-la-Prée
- Saint-Léger
- Sainte-Lheurine
- Saint-Loup
- Saint-Maigrin
- Saint-Mandé-sur-Brédoire
- Saint-Mard
- Sainte-Marie-de-Ré
- Saint-Martial
- Saint-Martial-de-Mirambeau
- Saint-Martial-de-Vitaterne
- Saint-Martial-sur-Né
- Saint-Martin-d'Ary
- Saint-Martin-de-Coux
- Saint-Martin-de-Juillers
- Saint-Martin-de-Ré
- Saint-Maurice-de-Tavernole
- Saint-Médard
- Saint-Médard-d'Aunis
- Sainte-Même
- Saint-Nazaire-sur-Charente
- Saint-Ouen-d'Aunis
- Saint-Ouen
- Saint-Palais-de-Négrignac
- Saint-Palais-de-Phiolin
- Saint-Palais-sur-Mer
- Saint-Pardoult
- Saint-Pierre-d'Amilly
- Saint-Pierre-de-Juillers
- Saint-Pierre-de-l'Île
- Saint-Pierre-d'Oléron
- Saint-Pierre-du-Palais
- Saint-Porchaire
- Saint-Quantin-de-Rançanne
- Sainte-Radegonde
- Sainte-Ramée
- Saint-Rogatien
- Saint-Romain-sur-Gironde
- Saint-Romain-de-Benet
- Saint-Saturnin-du-Bois
- Saint-Sauvant
- Saint-Sauveur-d'Aunis
- Saint-Savinien
- Saint-Seurin-de-Palenne
- Saint-Sever-de-Saintonge
- Saint-Séverin-sur-Boutonne
- Saint-Sigismond-de-Clermont
- Saint-Simon-de-Bordes
- Saint-Simon-de-Pellouaille
- Saint-Sorlin-de-Conac
- Saint-Sornin
- Sainte-Soulle
- Saint-Sulpice-d'Arnoult
- Saint-Sulpice-de-Royan
- Saint-Thomas-de-Conac
- Saint-Trojan-les-Bains
- Saint-Vaize
- Saint-Vivien
- Saint-Xandre
- Saintes
- Saleignes
- Salignac-de-Mirambeau
- Salignac-sur-Charente
- Salles-sur-Mer
- Saujon
- Seigné
- Semillac
- Semoussac
- Semussac
- Le Seure
- Siecq
- Sonnac
- Soubise
- Soubran
- Soulignonne
- Souméras
- Sousmoulins
- Surgères

## T
Taillant
- Taillebourg
- Talmont-sur-Gironde
- Tanzac
- Taugon
- Ternant
- Tesson
- Thaims
- Thairé
- Thénac
- Thézac
- Thors
- Le Thou
- Tonnay-Boutonne
- Tonnay-Charente
- Torxé
- Les Touches-de-Périgny
- La Tremblade
- Trizay
- Tugéras-Saint-Maurice

## V
La Vallée
- Vandré
- Vanzac
- Varaize
- Varzay
- Vaux-sur-Mer
- Vénérand
- Vergeroux
- Vergné
- La Vergne
- Vérines
- Vervant
- Vibrac
- Villars-en-Pons
- Villars-les-Bois
- La Villedieu
- Villedoux
- Villemorin
- Villeneuve-la-Comtesse
- Villexavier
- Villiers-Couture
- Vinax
- Virollet
- Virson
- Voissay
- Vouhé

## Y
Yves